# Eulichas mediocris
Eulichas mediocris is een keversoort uit de familie Eulichadidae. De wetenschappelijke naam van de soort is voor het eerst geldig gepubliceerd in 1921 door Pic.